# Viðvík
Koordinaten: 62° 18′ 40″ N, 6° 27′ 55″ W

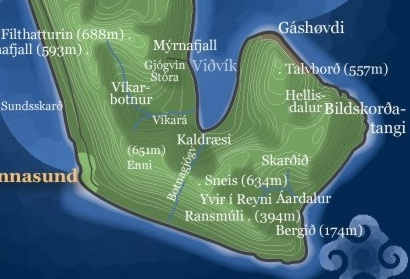
Detailansicht der Karte von Viðoy

Die Viðvík [ˈviːvʊik] („Holzbucht“) ist eine unbewohnte Bucht an der Ostküste von Viðoy, Färöer.
Die Bucht hat ihren Namen von dem Treibholz, das hier aus Norwegen angeschwemmt wird. Diese Bucht gab der Insel Viðoy – „Holzinsel“ – ihren Namen.
Die Bucht eignet sich auch für das grindadráp (Grindwalfang), was aber erst achtmal in der Geschichte vorkam: 28. November 1804, 31. Juli 1815, 21. Februar 1829, 3. Juli 1833, 6. August 1847, 16. August 1942, 30. Dezember 1971 und 27. September 1986.
Von Hvannasund aus gibt es organisierte Wandertouren zur Viðvík, allerdings gibt es keinen markierten Wanderweg.